# Господи, допоможи мені вижити серед цієї смертної любові
Господи, допоможи мені вижити цієї смертної любові (рос. «Го́споди! Помоги́ мне вы́жить среди́ э́той сме́ртной любви́», нім. Mein Gott, hilf mir, diese tödliche Liebe zu überleben), також братський поцілунок (нім. Bruderkuss) — графіті Дмітрія Врубеля на східній стороні Берлінської стіни, нанесене у 1990 році. Один з найвідоміших малюнків на збережених фрагментах стіни, зображає братський поцілунок Леоніда Брежнєва та Еріха Хонеккера, сюжет взято з фотографії, зробленої у 1979 році під час святкування 30-ї річниці заснування Німецької Демократичної Республіки. Є частиною «East Side Gallery» — постійної художньої галереї просто неба.

## Фотографія
Відому фотографію з обіймами керманичів зробив французький фотограф Режи Боссю (Régis Bossu) у Східному Берліні 7 жовтня 1979 року та широко тиражувалась. Тоді Брежнєв відвідав Східну Німеччину з нагоди річниці заснування республіки, також 5 жовтня Східна Німеччина та Радянський Союз підписали десятирічну угоду про взаємну підтримку згідно з якою Східна Німеччина мала надавати кораблі, машини та хімічне обладнання Радянському Союзу, а Радянський Союз — паливо та ядерне обладнання для Східної Німеччини.
Правами на фото володіє корпорація Corbis.

## Малюнок
Врубель створив картину в 1990 році на східній стороні Берлінської стіни. До падіння Берлінської стіни в 1989 році графіті створювали лише на західній її стороні. Врубель намагався отримати дозвіл в урядових органах на те, щоб малювати на східному боці, але Міністерство національної оборони Східної Німеччини відмовилося від відповідальності за стіну. Натомість він знайшов пані, яка продавала «дозволи» малювати на Стіні, яка рахувалась як частина галереї, і підписав з нею контракт, у якому відмовився від усіх своїх прав на малюнок.
Фрагмент стіни з цим графіті зберігся після того, як стіну почали зносити. Але малюнок на той час вже був зіпсований вандалами та від природних чинників. У березні 2009 року малюнок разом з іншими остаточно стерли зі стіни в рамках реставрації до 20-річчя падіння Берлінської стіни, але авторів попросили намалювати їх наново стійкішими фарбами. Врубель погодився це зробити і 3000 євро отриманого гонорару він пожертвував на проєкт соціального мистецтва в Марцане.
Між малюнками 1990 та 2009 року є невеликі відмінності, але основний сюжет не змінився, хоч автор і побоювався, що берлінці сприймуть його інакше чи гірше ніж раніше. Основна відмінність між першим і другим поцілунком полягає у вдосконаленні ліній та кольору, що надало малюнку більшої реалістичності.
Автор фото Боссю та Врубель познайомилися в 2009 році й сфотографувалися разом 16 червня з репродукціями своїх робіт.